# Diocesi di Bareilly
La diocesi di Bareilly (in latino Dioecesis Bareillensis) è una sede della Chiesa cattolica in India suffraganea dell'arcidiocesi di Agra. Nel 2022 contava 7.538 battezzati su 13.370.000 abitanti. È retta dal vescovo Ignatius D'Souza.

## Territorio
La diocesi comprende i distretti indiani di Bareilly, Shahjahanpur e Pilibhit nello stato di Uttar Pradesh; e i distretti di Nainital, Almora, Pithoragarh, Champawat e di Udham Singh Nagar nello stato di Uttarakhand.
Sede vescovile è la città di Bareilly, dove si trova la cattedrale di Sant'Alfonso.
Il territorio è suddiviso in 58 parrocchie.

## Storia
La diocesi è stata eretta il 19 gennaio 1989 con la bolla Indorum inter gentes di papa Giovanni Paolo II, ricavandone il territorio dalla diocesi di Lucknow.

## Cronotassi dei vescovi
Si omettono i periodi di sede vacante non superiori ai 2 anni o non storicamente accertati.
- Anthony Fernandes † (19 gennaio 1989 - 11 luglio 2014 ritirato)
- Ignatius D'Souza, dall'11 luglio 2014

## Statistiche
La diocesi nel 2022 su una popolazione di 13.370.000 persone contava 7.538 battezzati, corrispondenti allo 0,1% del totale.
| anno | popolazione | popolazione | popolazione | presbiteri | presbiteri | presbiteri | presbiteri                | diaconi | religiosi | religiosi | parrocchie |
| anno | battezzati  | totale      | %           | numero     | secolari   | regolari   | battezzati per presbitero | diaconi | uomini    | donne     | parrocchie |
| ---- | ----------- | ----------- | ----------- | ---------- | ---------- | ---------- | ------------------------- | ------- | --------- | --------- | ---------- |
| 1990 | 4.700       | 9.200.000   | 0,1         | 31         | 20         | 11         | 151                       |         | 19        | 139       | 33         |
| 1999 | 5.695       | 9.062.995   | 0,1         | 50         | 34         | 16         | 113                       |         | 26        | 219       | 46         |
| 2000 | 5.775       | 9.073.322   | 0,1         | 50         | 34         | 16         | 115                       |         | 26        | 241       | 52         |
| 2001 | 5.780       | 9.223.527   | 0,1         | 54         | 37         | 17         | 107                       |         | 23        | 245       | 52         |
| 2002 | 5.942       | 9.433.836   | 0,1         | 52         | 35         | 17         | 114                       |         | 24        | 246       | 55         |
| 2003 | 5.346       | 9.544.232   | 0,1         | 59         | 39         | 20         | 90                        |         | 27        | 259       | 52         |
| 2004 | 5.656       | 9.563.336   | 0,1         | 57         | 39         | 18         | 99                        |         | 25        | 270       | 53         |
| 2006 | 5.710       | 9.593.460   | 0,1         | 62         | 40         | 22         | 92                        |         | 36        | 276       | 52         |
| 2012 | 6.435       | 10.249.596  | 0,1         | 79         | 48         | 31         | 81                        |         | 42        | 302       | 55         |
| 2013 | 6.744       | 10.352.001  | 0,1         | 83         | 51         | 32         | 81                        |         | 42        | 289       | 55         |
| 2015 | 6.985       | 10.555.125  | 0,1         | 91         | 52         | 39         | 76                        |         | 46        | 293       | 42         |
| 2018 | 7.460       | 10.586.780  | 0,1         | 90         | 56         | 34         | 82                        |         | 43        | 319       | 57         |
| 2020 | 7.846       | 10.822.900  | 0,1         | 91         | 59         | 32         | 86                        |         | 47        | 321       | 57         |
| 2022 | 7.538       | 13.370.000  | 0,1         | 91         | 59         | 32         | 82                        |         | 41        | 325       | 58         |